# Varalphadon
Varalphadon — вимерлий рід опосумів (Didelphimorphia), що жили в пізньому крейдяному періоді в Північній Америці (Альберта, Юта).